# Camastra

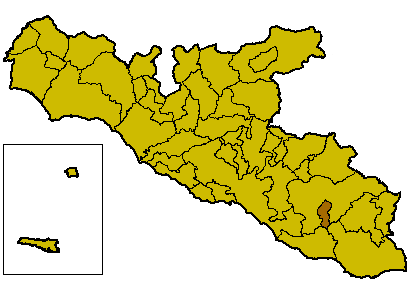
Localització de Camastra

Camastra (sicilià Camastra) és un municipi italià, dins de la província d'Agrigent. L'any 2008 tenia 2.112 habitants. Limita amb els municipis de Licata, Naro i Palma di Montechiaro.

## Administració
| Període | Identitat      | Partit        |
| ------- | -------------- | ------------- |
| 2004-   | Giovanni Prato | Llista cívica |